# 박층 크로마토그래피

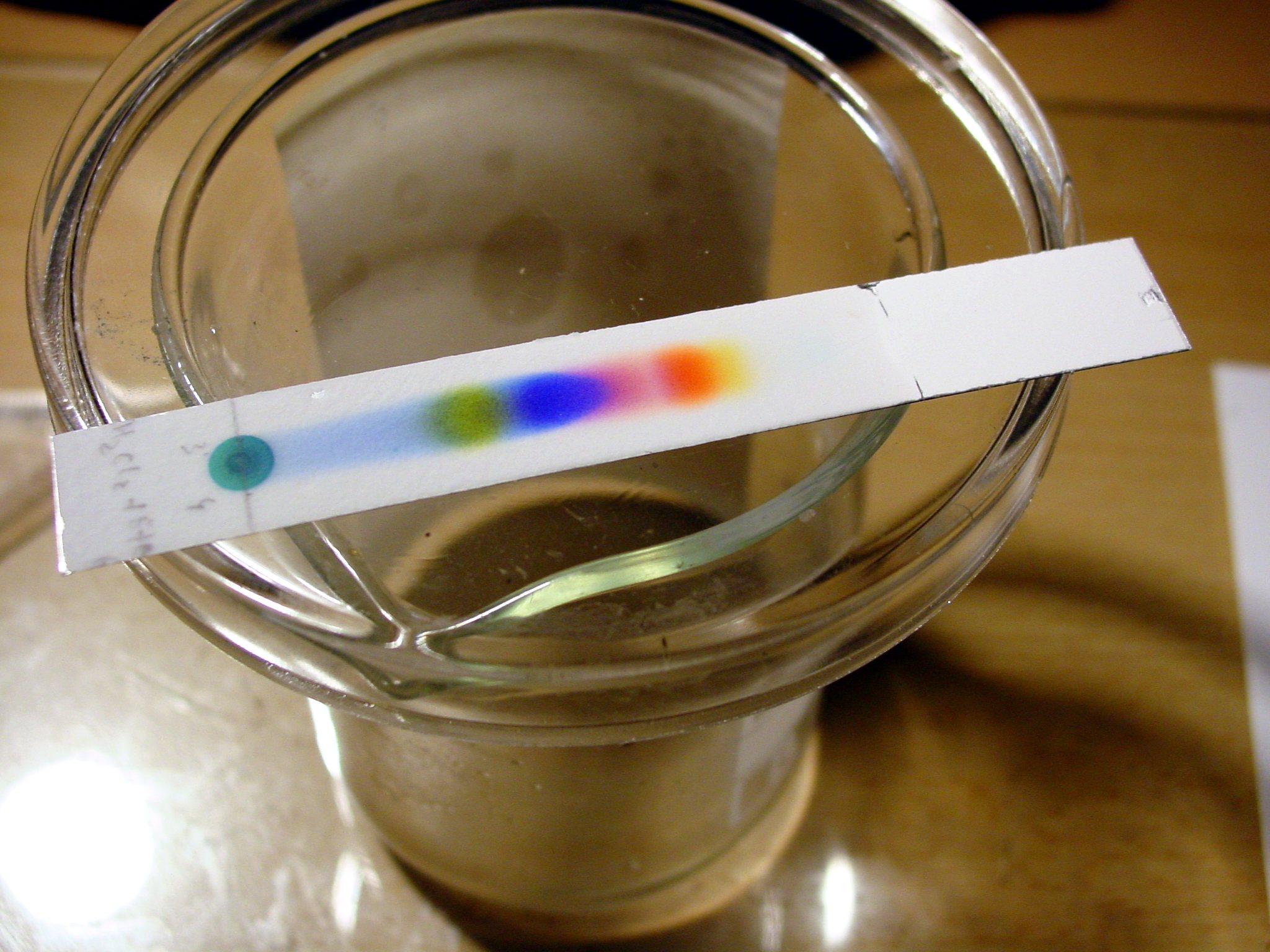
검은 잉크의 박층 크로마토그래피 전개

박층 크로마토그래피(영어: thin layer chromatography, TLC) 또는 박막 크로마토그래피는 지지체상 위의 미립자 운반체를 고정상으로 하고 용매를 이동상으로 하여 물질을 전개, 분리하는 판이다. 주로 비휘발성 화합물을 분리할 때 사용한다. 약어로 TLC라고도 불리며, 얇은막 크로마토그래피라고도 불린다. 흡착제로는 주로 사용 목적에 따라 실리카겔, 산화 알루미늄, 섬유소말 등이 쓰인다. 화학 반응 중간에 진척도를 못 살펴볼 수 있다.
분리할 화합물을 도포 후, 모세관 현상을 이용하여 용매를 끌어올려 용질을 분리 시킨다. 분리 된 화합물이 무색일 경우에는 화합물을 보기 위해서 자외선을 쬐여주어야 한다.

## 이동상의 선택
반응 혼합물에 녹아있는 생성물과 반응물의 극성에 따라 이동상의 역할을 하는 용매의 선택이 중요해진다.

## 같이 보기
- 크로마토그래피